# The Law of Ueki
The Law of Ueki (яп. うえきの法則 Уэки но хо:соку, «Закон Уэки») — манга Цубасы Фукути, выходившая в журнале Weekly Shonen Sunday с 2002 по 2005 год. Позже она вышла в виде 16 танкобонов издательством Shogakukan. Экранизирована компанией Studio Deen, аниме транслировалось телеканалом TV Tokyo с 4 апреля 2005 года. Показ завершился 27 марта 2006 года, была показана 51 серия. В 2005 году вышел сиквел манги — The Law of Ueki Plus  (яп. うえきの法則プラス Ueki no Hōsoku PURASU), того же автора.

## Сюжет
Где-то наверху идёт очередная борьба небожителей, и Бог, в лице весьма эксцентричного человека, решает устроить соревнование: он отречётся от должности, а его место займёт любой небожитель, чей подопечный из числа простых школьников выиграет соревнование. Любой наставник для этого должен выбрать ученика и дать тому особую силу, но под страхом заключения в ад не должен помогать ему своей силой.
Кобасэн — довольно ленивый небожитель, избрал на эту роль Косукэ Уэки — бестолкового на вид ученика, но с собственным кодексом, единственное, что тот у него попросит, это превращение мусора в дерево… Кроме того, рядом с ним и его подруга детства Мори, именно ради них и других друзей, Косукэ и согласится, чтобы воплотить свою справедливость — закон Уэки.

## Список персонажей
Косукэ Уэки (яп. 植木 耕助 Уэки Ко:сукэ) — главный герой манги и аниме, данной ему Кобасэном способностью выручает других соревнующихся, везде пытаясь защищать справедливость, закон Уэки. Имеет силу создавать из любого мусора деревья разной формы. В ходе сюжета оказывается, что он является Небожителем и то, что он вовсе не человек и имеет еще и особую силу Небожителей. Но чтобы овладеть ей полностью, надо проходить особые уровни.
Мори Аи (яп. 森 あい Мори Аи) — одноклассница Уэки и его единственный друг, везде следует за ним, в результате во втором сезоне ей даруется право участия во втором туре. Приобретает способность влюблять противников в свои очки.
Кобасэн (яп. 小林先生 Кобаяси-сэнсэй) — учитель Уэки и Мори, небожитель. Выбирает первого в качестве своего ученика, спасая тому жизнь при первом сражении Уэки и Роберта, за что попадает в ад.
Инумару (яп. 犬丸) — небожитель, наставник Сано. Чтобы спасти своего ученика дал способность Мори, чем нарушил условия турнира и попал в ад, но зато освободил своего подопечного от обязательств, данных Роберту.
Роберт Гайдн (яп. ロベルト·ハイドン Робэруто Хайдон) — главный враг первого сезона аниме, глава «Десятки Роберта». Как и Уэки, наполовину небожитель. В первых сериях второго сезона поглощён Аноном.
Анон (яп. アノン) — гелион, представитель старого поколения небожителей из клана Защитников. Путём поглощения других небожителей достигали определённого могущества. В начале второго сезона завладел телом Роберта Гайдна.